# Hypocoela uniformis
Hypocoela uniformis är en fjärilsart som beskrevs av W. Warren 1905. Hypocoela uniformis ingår i släktet Hypocoela och familjen mätare. Inga underarter finns listade i Catalogue of Life.